# Universiteit van Tunis
De Universiteit van Tunis (Frans: Université de Tunis; Arabisch: جامعة تونس) is een universiteit in de Tunesische hoofdstad Tunis.
De universiteit is in 1960 ontstaan als samenvoeging van meerdere instituten voor hoger onderwijs.

## Faculteiten en instituten
De universiteit bestaat uit de volgende onderdelen:
- École Normale Supérieure
- Hoger Instituut voor Economie en Bedrijfswetenschappen
- Nationale Hogere Ingenieursschool
- Hoger Instituut voor Onderwijs en Permanente Vorming
- Hoger Instituut voor Toegepaste Studies in Geesteswetenschappen
- Hoger Instituut voor Schone Kunsten
- Voorbereidend Instituut voor Letteren en Menswetenschappen
- Hoger Instituut voor Uitvoerende Kunsten
- Hoger Instituut voor Jeugdactiviteiten en Cultuur
- Hoger Instituut voor Bedrijfskunde
- Voorbereidend Instituut voor Ingenieursstudies
- Hoger Instituut voor Muziek
- Hoger Instituut voor Erfgoedberoepen
- Tunis Business School
- Faculteit Mens- en Sociale Wetenschappen
- Nationaal Erfgoedinstituut.